# 히말라야케투스
히말라야케투스(Himalayacetus)는 약5,350만년전(신생대 에오세초기, 하지만 실제로 모든 암불로케투스과 고래는 약 4800년 전에 서식했을 가능성이 높다.)에 서식하고 있던 수륙양생의 원시적고래류이다.
암불로케투스과에 속한다. 동과(同科)에서는 그 밖에, 암불로케투스속(모식속)과 간다카시아속이 있다. 그러나, 본종을 암불로케투스과가 아니고, 보다 오래된 파키케투스과로 분류하는 설도 있다.

## 학명
히말라야산맥의 산기슭에서 발견된 일로, "히말라야고래"를 의미하는 속명을 주어졌다.

## 특징
화석은 고생물학자 필립 깅거리치(P.D.Gingerich)들에 의해서, 인도의 히말리야 산기슭은 심라 구릉에 있는 Subathu 누층에서 발견되었다. 본정의 서식당시는 온난하고 야트막하니 경사진 테티스 해와 게다가 면한 로라시아 대륙남쪽해안지역이었던 장소의 암층(巖層)이다. 악어같은 생태를 가지며, 여울에서 매복형의 사냥을 하는 네발의 육식성포유류였다고 여겨진다.
이(어금니화석)의 에나멜질속의 산소동위체의 화학적 분석에 의해서, 그들이 담수지역과 해수지역의 양쪽환경에 적응한 적이 증명되어 있다. 필요에 의해서 바다와 육지사이를 왕래하고 있었던 것이다. 예를 들자면, 물을 마시기 위해서, 쉬기 위해서, 새끼를 낳기 위해서이다.

## 참고 문헌
1. ↑  Type Locality. Oyster-rich limestone near the base of the Subathu Formation type section in Kuthar Nala in the Simla Hills of the Lesser Himalaya Range, Himachal Pradesh, India (30°58' 54" N, 76°58' 36" E; Survey of India 15' quadrangle 53 B/13).